# 南25線
南25線，「頂山～中寮」線，是臺南市（簡略代號：「南」）境內編號第25號的區道等級公路，北起臺南市將軍區鯤溟里南側，經七股區頂山，南至臺南市七股區中寮里中寮，全長為 4.880 公里。

## 沿線路線概況
南25線為連接臺南市將軍區及七股區兩區西陲地帶村落的南北向區道，起點位於將軍區鯤溟里，並連接東西向的南26線，往東可直達佳里區市區西側。本線起點地處七股鹽場的中心地帶，路旁兩側就是大片鹽田，但目前已停止製鹽。南25線沿鹽田間道路往南行，接著跨入南側的七股區後，先往東岔出通往後港的短程道路─南30線，再經過頂山村頂山村落。
頂山以南的南25線路段兩側仍被鹽田包夾，本線直行至大寮排水北岸後，轉為西向而行。往西行約 350 公尺處叉路口， 承接由馬沙溝，通至此處的支線南25-1線。本線由此路口南轉，經過大寮排水上的「中寮橋」直行。本線此段道路兩側，東側為中寮里的漁塭區，西側則為鹽埕里的七股鹽場鹽田區域。南行到中寮村的主要聚落「中寮」，西側尚有「十棟寮」聚落，南25線繞經里外並在里南交會東西向的南34-1線，最後止於市道176號叉路口。
南25線在七股區鹽鄉中前行，沿途多是鹽田、漁塭、漁村或荒地景觀，中寮附近是觀光景點的重心地帶，像臺灣鹽博物館、鹽山民宿、天后宮都在此村落週圍。在本線市道176號的終點處往西望去，可見到不遠處矗立的七股鹽山，是一處遠近馳名的景點。南25線尚有兩條景點豐富的支線─南25-1線及南25-2線，將在次一段落做一介紹。南25線及支線的風光可以遊賞景點甚廣甚多，臺南市政府也特地整建中寮裡已不再使用的七股區鹽場辦公室成為「七股區旅遊服務中心」，就在本線終點不遠處的市道176號路邊，是遊客造訪七股時可以參觀、休息或獲得旅遊資訊及協助的一個重要地點。
南25線的路線在近年有較重大的變動，在1976年以前的終點位於西寮村的西寮，改線後的南25線則由中寮橋南轉連至中寮，終點南移至該處並連接市道176號成為現今所見的路線概況，里程因此略為延長。中寮橋至西寮之間的舊線則改編為後來南25-1線路線的一部份，並由西寮東側的西寮橋處岔出另一條新編支線─南25-2線，通至七股鹽山西側市道176號路口。
（本段敘述內提及公路之交通識別路牌─市道：市道176號；區道：南25線、南26線、南30線；區道支線：南25-1線、南25-2線、南34-1線。）

## 支線路線概況
南25-1線，「馬沙溝～中寮」線，是位於臺南市的一條區道支線，北起臺南市將軍區長沙里馬沙溝渔港，南至臺南市七股區頂山里南側鹽田，全長為 9.082 公里。本區道支線是親近將軍區及七股區風光的最好選擇之一，沿線共有馬沙溝、將軍及青山（位於青鯤鯓）三座漁港，還有馬沙溝濱海遊樂區、扇形鹽田及七股鹽場等景觀及遊樂區，遊憩及景觀資源十分豐富。道路兩旁沿線則為漁港、漁村、沙灘、鹽田、防風林及海濱等各種景觀，也有多處景點可以觀賞海濱動植物生態，是一條極具觀光重要性的公路。
 南25-2線，「西寮～新山仔寮」線另一條較短程的南25線支線，全線都在七股區境內，由西寮里西寮到七股鹽山為止，全長僅 1.773 公里。本支線是在鹽場鐵道廢止之後，改建鐵道路基而成。除了西寮里西興宮外，另一處重要知名景點，就是雪白晶亮的七股鹽山，可以體會攀登鹽山的新奇感覺，站在山頂處瞭望週遭的鹽田風光。

## 行經行政區域
臺南市
- 將軍區：起點 0.0k，將軍鯤溟里（南26線叉路）→區界
- 七股區：區界，頂山里→（南30線叉路）→頂山→（頂山橋）→（南25-1線叉路）→中寮、鹽埕里交界（中寮橋）→鹽埕里十棟寮、中寮里中寮（南34-1線叉路）→終點 4.880k（市道176號叉路）

## 歷史沿革
| 南25線歷史沿革 | 南25線歷史沿革 | 南25線歷史沿革 | 南25線歷史沿革 | 南25線歷史沿革 |
| 年代           | 本編號沿革 | 本編號沿革 | 本路線沿革 | 本路線沿革 |
| -------------- | --- | --- | --- | --- |
| 年代           | 本編號舊日路線 | 對應現今地名及公路名稱 | 本區道現今路線 | 對應舊日地名及公路名稱 |
| 1966年、1970年 | - 南25線「頂山～西寮」全段 - 起於 將軍鄉鯤溟村南側，連接 南28線 ； - 止於 七股鄉西寮西興宮前，連接 西寮村內道路； - 里程 4.211 公里。                         | - 南25線「頂山～中寮橋」段─南25-1線「中寮橋～西寮」段 - 起於 將軍鄉鯤溟村南側，連接 南26線； - 止於 七股鄉頂山村西寮， 續接 南25-1線。                        | - 南25線「頂山～中寮」全段 - 起於 將軍鄉鯤溟村南側，連接 南26線； - 止於 七股鄉中寮村中寮，連接 縣道176號； - 里程 4.880 公里。                               | - 南25線「頂山～中寮橋」段─「中寮橋～中寮」段─南31線「中寮村內道路」段 - 起於 將軍鄉鯤溟村南側，連接 南28線 ； - 止於 七股鄉中寮，連接 縣道176號。 |
| 1976年         | - 南25線「頂山～西寮」全段 - 起於 將軍鄉鯤溟村南側，連接 南26線 ； - 止於 七股鄉西寮西興宮前，連接 西寮村內道路； - 里程 4.210 公里。                         | - 南25線「頂山～中寮橋」段─南25-1線「中寮橋～西寮」段 - 起於 將軍鄉鯤溟村南側，連接 南26線； - 止於 七股鄉頂山村西寮， 續接 南25-1線。                        | - 南25線「頂山～中寮」全段 - 起於 將軍鄉鯤溟村南側，連接 南26線； - 止於 七股鄉中寮村中寮，連接 縣道176號； - 里程 4.880 公里。                               | 1. 南28線 改編 為「謝仔寮～北頭洋」線，路線及里程皆縮短。 2. 南26線 整編 南28線「青鯤鯓～謝仔寮」段─南26線「謝仔寮～番子寮」」段─「番子寮～許竹圍」段，為「青鯤鯓～許竹圍」線，路線及里程增加。 3. 南34線 整編 南31線「中寮～鹽埕」段、南33線「鹽埕～頂破坪」段及南34線「頂破坪～西港」，為「中寮～西港」線。 4. 南31線 改編 為「下山（下山仔寮）～海寮」線。 - 南25線「頂山～中寮橋」段─「中寮橋～中寮」段─南34線「中寮村內道路」段 - 起於 將軍鄉鯤溟村南側，連接 南26線 ； - 止於 七股鄉中寮，連接 縣道176號。 |
| 1983年         | - 南25線「頂山～中寮」全段 - 起於 將軍鄉鯤溟村南側，連接 南26線 ； - 止於 七股鄉中寮村中寮，連接 縣道176號。                                                  | - 南25線「頂山～中寮」全段 - 起於 將軍鄉鯤溟村南側，連接 南26線； - 止於 七股鄉中寮村中寮， 連接 縣道176號。                                                  | - 南25線「頂山～中寮」全段 - 起於 將軍鄉鯤溟村南側，連接 南26線； - 止於 七股鄉中寮村中寮，連接 縣道176號； - 里程 4.880 公里。                               | 1. 南34線 起點改至七股鄉大埕村三合仔西側，路線及里程縮短，為 「三合寮～西港」線。 2. 南25線 終點改至七股鄉中寮村中寮，路線及里程略為延長，為 「頂山～中寮」線。 3. 新編南25-1線，整編 「馬沙溝～西寮」段沿海鹽田道路及原南25線「西寮～中寮橋」路段，為「馬沙溝～中寮」線。 - 南25線「頂山～中寮」全段 - 起於 將軍鄉鯤溟村南側，連接 南26線 ； - 止於 七股鄉中寮，連接 縣道176號。 |
| 2010年         | - 交通部公路總局統計全台灣省現存鄉道列表，南25線，「頂山～中寮」線─ 起於將軍鄉鯤溟村南側，連接南26線；止於七股鄉中寮村中寮，連接}縣道176號；里程 4.880 公里。 | - 交通部公路總局統計全台灣省現存鄉道列表，南25線，「頂山～中寮」線─ 起於將軍鄉鯤溟村南側，連接南26線；止於七股鄉中寮村中寮，連接}縣道176號；里程 4.880 公里。 | - 交通部公路總局統計全台灣省現存鄉道列表，南25線，「頂山～中寮」線─ 起於將軍鄉鯤溟村南側，連接南26線；止於七股鄉中寮村中寮，連接}縣道176號；里程 4.880 公里。 | - 交通部公路總局統計全台灣省現存鄉道列表，南25線，「頂山～中寮」線─ 起於將軍鄉鯤溟村南側，連接南26線；止於七股鄉中寮村中寮，連接}縣道176號；里程 4.880 公里。 |

## 支線
南25-1線
- 起迄點：馬沙溝～中寮
- 里程：9.082k
- 行經行政區域：
  - 將軍區：：起點 0.0k，長沙里馬沙溝渔港→馬沙溝（南18線交叉路）→平沙里（台61線將軍交流道及將軍聯絡道叉路）→（鹽興橋，跨北航道）→將軍漁港（中心漁港）→鯤鯓村扇形鹽田→（鹽豐橋，跨北航道）→鯤鯓、鯤溟村青鯤鯓（南26線短暫共線）→區界
  - 七股區：區界，西寮里→（台61線橋下及市道173號甲線交叉路）→西寮（東側村外道路）→（南25-2線叉路）→終點 9.082k，頂山里（南25線叉路）

- 歷史沿革：1983年以後新編支線，「西寮～中寮橋」路段原屬南25線，後與「馬沙溝～西寮」沿海鹽田道路段，整編成本支線目前路線概況。

 南25-2線
- 起迄點：西寮～新山仔寮
- 里程：1.773k
- 行經行政區域：
  - 七股區：起點 0.0k，西寮里西寮南側（南25-1線叉路）→西寮、鹽埕里交界處（西寮橋，跨大寮排水）→終點 1.773k，鹽埕里新山仔寮東側；七股鹽山（市道176號）

- 歷史沿革：近年新編，本鄉道支線由原七股鹽場鐵路路基改建而成。

## 沿線景點及寺廟
- 南25線沿線：
  - 將軍區：無。
  - 七股區：七股鹽場（後港、中寮鹽區），中寮臺灣鹽博物館、鹽山民宿、天后宮，頂山代天府、萬應夫人廟。
- 南25-1線沿線：
  - 將軍區：
    - 將軍漁港：將軍港新港（中心漁港）、馬沙溝海水浴場、馬沙溝濱海遊樂區。
    - 馬沙溝寺廟：李聖宮、烈池宮、觀音巖、聖流宮。
    - 馬沙溝漁村：馬沙溝漁港、將軍港舊港、藍色公路碼頭、馬沙溝燈塔、七股鹽場（馬沙溝鹽區）。
    - 青鲲鯓：扇形鹽田（著名景點，原七股鹽場新鹽灘第一工區）、七股鹽場（馬沙溝、後港鹽區）、青山港、朝天宮、觀音廟。

  - 七股區：七股鹽場（新鹽灘第二工區、後港及中寮鹽區）、西寮西興宮。
- 南25-2線沿線：
  - 七股區：七股旅遊服務中心（原七股鹽場辦公室）[10]、七股鹽山（著名景點）、七股鹽場（中寮鹽區）。

## 連接道路
- 南25線沿線可連接以下公路：
  - 市道176號（本區道終點）
  - 南26線（本區道起點）
  - 南30線
  - 南25-1線
  - 南34-1線
- 南25-1線沿線可連接以下公路：
  - 台61線（經台61線 292K+010處，將軍交流道；西寮北側僅穿越橋下）
    - 台61線將軍連絡道路（經台61線 292K+010處，將軍交流道）

  - 市道173號甲線，為台61線側車道[28]
  - 南18線（本區道支線起點附近）
  - 南25線（本區道支線終點）
  - 南26線（青鲲鯓路段，短暫共線）
  - 南25-2線
- 南25-2線沿線可連接以下公路：
  - 市道176號（本區道支線終點）
  - 南25-1線（本區道支線起點）

## 交流道
|                         |      |        |                |                          |  |  |  |  |
| 里程                    | 名稱 | 形式   | 通車日         | 銜接道路 →聯絡地區       |  |  |  |  |
| 西部濱海快速公路 292.1k | 將軍 | 鑽石型 | 2007年11月22日 | 南25-1線 · →臺南市將軍區 |  |  |  |  |

## 地名注釋（外部連結）
以下為本條目內相關聯地名之注釋：
臺南市將軍區（將軍區）：
- 村：長沙里[永久]、平沙里[永久]、鯤鯓里[永久]、鯤溟里[永久]
- 聚落：馬沙溝[永久]（「長沙里」內）、馬沙溝[永久]（「平沙里」內）、青鯤鯓[永久]（「鯤鯓里」內）、青鯤鯓[永久]（「鯤溟里」內）

臺南市七股區（七股區）：
- 村：頂山里[永久]、西寮里[永久]、中寮里[永久]、鹽埕里[永久]（鹽埕）
- 聚落：頂山仔[永久]（頂山）、西寮[永久]、中寮[永久]、十棟寮仔[永久]（十棟寮）、八棟寮仔[永久]（八棟寮）、新山仔寮[永久]（新山子寮）
- 寺廟：西寮西興宮[永久]、頂山代天府[永久]、中寮天后宮[永久]
- 其他：七股鹽山[永久]